# The Good, the Bad & the Queen
The Good, the Bad and the Queen é um projeto musical de rock britânico, formado pelo vocalista do Blur e do Gorillaz, Damon Albarn, o ex-baixista do Clash Paul Simonon, o ex-membro do Verve e guitarrista do Blur e Gorillaz Simon Tong e o baterista da banda do músico nigeriano Fela Kuti, Tony Allen.
Inicialmente "The Good, The Bad and the Queen" (O Bom, O Mau e a Rainha) seria o nome de um disco solo de Albarn, porém mais tarde foi anunciado que o projeto solo foi descartado e o nome seria utilizado pelo quarteto.
O autointitulado disco de estreia do grupo, cujo tema principal é a cidade de Londres, foi lançado em janeiro de 2007. O álbum contou com a produção de Danger Mouse, da dupla Gnarls Barkley, que já havia trabalhado com Albarn e Tong no disco Demon Days, do Gorillaz. O primeiro single da banda, "Herculean", foi lançado em outubro de 2006, após uma apresentação ao vivo em Londres no mesmo mês.
O segundo disco saiu em 2018, com o título Merrie Land. O projeto contou com produção musical de Tony Visconti e onze faixas com letras de Albarn e arranjos de todos os integrantes do grupo.

## Discografia
- 2007: The Good, the Bad & the Queen
- 2018: Merrie Land